# I.Ae. 30 ナンク
I.Ae. 30
I.Ae. 30の試作機（1948年）
- 用途：戦闘機
- 設計者：チェザーレ・パラヴィチーノ（Cesare Pallavicino）
- 製造者：FMA（Fábrica Militar de Aviones）
- 運用者：アルゼンチン空軍（予定）
- 初飛行：1948年7月17日
- 生産数：1機（その他生産途中が2機）
- 退役：1948年
- 運用状況：試作のみ

I.Ae. 30 ナンク（I.Ae. 30 "Ñancú"）は、1940年代終わりにアルゼンチンの航空技術研究所（スペイン語: Instituto Aerotecnico）で開発されたデ・ハビランド ホーネットに類似した双発戦闘機である。

## 設計と開発
パタゴニア原産の鷲から名付けられたI.Ae. 30 「ナンク」（スペイン語: Ñancú）は、1946年にアルゼンチンに渡ってきたイタリア人技術者のチェザーレ・パラヴィチーノ（Cesare Pallavicino）により設計された。パラヴィチーノはアルゼンチン人技術者を率いて、当時アルゼンチン空軍が使用していたアブロ リンカーン爆撃機と組み合わせて運用する高速援護戦闘機の構想で開発を進めた。
I.Ae. 30は全金属構造で2基の1,800 hp/3,000 rpmを発生するロールス・ロイス マーリン 604エンジンと4枚ブレードのプロペラを装備していた。武装は機首に6門の20 mm エリコン製機関砲を装着することになっていたが、後には20 mm イスパノ・スイザ製機関砲、胴体下に250 kg爆弾、主翼下に83 mm ロケット弾を装備することが計画された。しかしながら試作機には武装は施されなかった。
1947年末の時点で最初の試作機3機の発注を受けた。1948年6月9日に試作初号機の地上テストの準備が整い、7月17日エドムンド・オズヴァルド・ワイス（Edmundo Osvaldo Weiss）大尉の操縦でI.Ae. 30は初飛行を行った。

## テストと評価

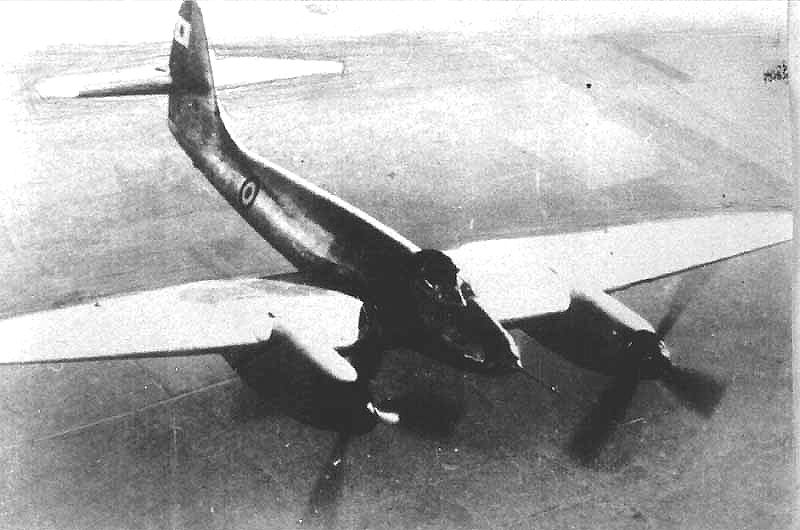
飛行中のI.Ae. 30 ナンク

テストの結果この機体は良好な飛行特性を持ち、要求性能に合致していることが分かった。コルドバからブエノスアイレスまでの横断飛行の最中にI.Ae. 30は、南アメリカのピストンエンジン機の速度記録である平均速度780 km/h を記録し、この記録は破られていない。アルゼンチン空軍は既に次世代の戦闘機としてI.Ae. 27 プルキー Iを計画しており、試作機は最終段階までは開発されなかった。
公式な興味が薄れた1949年初めに唯一の飛行可能な試作機がテストパイロットCarlos Fermín Bergaglioの判断の誤りで着陸時に事故を起こし、酷く破損した。パイロットは無傷で機体も修復可能であったが、空軍は破損した試作機の破壊を命じ、未完成の試作機2機を廃棄処分にして開発計画を破棄した。

## 派生型
I.Ae. 30 ナンク：攻撃機、3機の試作機を製作。1機がテスト、未完成の2機は開発プログラムがキャンセルされた後に廃棄処分。
プロジェクト1：2基のロールス・ロイス ダーウェント（静止推力3.500 lb）を装備したグロスター ミーティア級の重戦闘機を目指したパラヴィチーノ設計のジェット版I.Ae. 30 ナンク。4門のイスパノ・スイザ製機関砲装備を予定。製作されず。
プロジェクト2：この型は軽爆撃機型と考えられていた。操縦士とガラス張りの機首か操縦士の後ろ（設計図面によるとこの場合は機首はソリッドのまま）に座る航法士の2名の搭乗員。武装は4門のイスパノ・スイザ製20 mm 機関砲と胴体内爆弾倉も2発の900又は1,000 kg 爆弾を搭載した。20発の75 mm 空対地ロケット弾を搭載することも計画されたが、製造されなかった。

## 要目
(I.Ae. 30)
- 乗員：1名
- 全長：11.52 m (37 ft 9 in)
- 全幅：15 m (49 ft 2 in)
- 全高：5.16 m (16 ft 11 in)
- 翼面積：35.32 m² (380.04 ft²)
- 翼面荷重：215 kg/m² (43.96 lb/ft²)
- 空虚重量：6,208 kg (13,657 lb)
- 運用重量：7,600 kg (16,720 lb)
- 出力重量比：2.11 kg/hp
- エンジン：2 × ロールス・ロイス マーリン 604、1342 kW (1,800 hp)
- 最大速度：740 km/h (400 knots, 456 mph) at 6,400 m (20,990 ft)
- 巡航速度：500 km/h (270 knots, 308 mph)
- 巡航高度：8,000 m (26,240 ft)
- 航続距離：2,700 km (1,458 nm, 1,665 mi)
- 航続時間：5時間25分

- 武装： 
  - 6 × 20 mm 前方固定機関砲
  - 1 × 250 kg（胴体下）
  - 10 × ロケット弾（主翼下）